# Kewpie Chasma
Il Kewpie Chasma è una struttura geologica della superficie di Ariel.